# Kato Ryuji
Ryuji Kato (sinh ngày 24 tháng 12 năm 1969) là một cầu thủ bóng đá người Nhật Bản.

## Sự nghiệp câu lạc bộ
Ryuji Kato đã từng chơi cho Toho Titanium, Tokyo Gas, PJM Futures, Kashiwa Reysol, Consadole Sapporo, Sanfrecce Hiroshima, Sagawa Express Tokyo và Roasso Kumamoto.

## Thống kê câu lạc bộ

### J.League
| Đội                 | Năm       | J.League | J.League | J.League Cup | J.League Cup | Tổng cộng | Tổng cộng |
| Đội                 | Năm       | Trận     | Bàn      | Trận         | Bàn          | Trận      | Bàn       |
| ------------------- | --------- | -------- | -------- | ------------ | ------------ | --------- | --------- |
| Kashiwa Reysol      | 1995      | 29       | 0        | -            | -            | 29        | 0         |
| Kashiwa Reysol      | 1996      | 1        | 0        | 0            | 0            | 1         | 0         |
| Kashiwa Reysol      | 1997      | 10       | 0        | 0            | 0            | 10        | 0         |
| Consadole Sapporo   | 1998      | 0        | 0        | 1            | 0            | 1         | 0         |
| Consadole Sapporo   | 1999      | 0        | 0        | 0            | 0            | 0         | 0         |
| Sanfrecce Hiroshima | 2000      | 0        | 0        | 0            | 0            | 0         | 0         |
| Sanfrecce Hiroshima | 2001      | 2        | 0        | 0            | 0            | 2         | 0         |
| Sanfrecce Hiroshima | 2002      | 0        | 0        | 0            | 0            | 0         | 0         |
| Roasso Kumamoto     | 2014      | 0        | 0        | -            | -            | 0         | 0         |
| Tổng cộng           | Tổng cộng | 42       | 0        | 1            | 0            | 43        | 0         |